# Apotropis vittata
Apotropis vittata är en insektsart som först beskrevs av Johann Gottlieb Otto Tepper 1896.  Apotropis vittata ingår i släktet Apotropis och familjen gräshoppor. Inga underarter finns listade i Catalogue of Life.